# Miguel Lima
Miguel Lima (,  — , ) foi um letrista  brasileiro, considerado o primeiro grande parceiro do cantor pernambucano Luiz Gonzaga (1912–1989).
Miguel Lima foi um compositor de importância fundamental na obra de Luiz Gonzaga, porque foi cantando suas letras que o Brasil conheceu sua voz, mas os dicionários e enciclopédias de música não esclarecem sequer quando e onde ele nasceu e morreu. É dele também a letra de Pedacinhos do Céu, célebre choro de Waldir Azevedo. Sua carreira profícua também foi com Humberto Teixeira (1915–1979).